# ناحیه قصور
ناحیه قصور (به انگلیسی: Kasur District) یکی از ناحیه‌های پاکستان در پاکستان است که در پنجاب واقع شده‌است. ناحیه قصور ۳٬۹۹۵ کیلومتر مربع مساحت و ۳٬۴۵۴٬۹۹۶ نفر جمعیت دارد.